# Brittiska F3-mästerskapet 2011
Brittiska F3-mästerskapet 2011 var ett race som var den sextioförsta säsongen av det brittiska F3-mästerskapet.

## Resultat
| Omgång | Omgång | Bana                            | Datum        | Pole Position        | Snabbaste varv         | Vinnande förare      | Vinnande team     |
| ------ | ------ | ------------------------------- | ------------ | -------------------- | ---------------------- | -------------------- | ----------------- |
| 1      | R1     | Autodromo Nazionale Monza       | 16 april     | William Buller       | Felipe Nasr            | Felipe Nasr          | Carlin            |
| 1      | R2     | Autodromo Nazionale Monza       | 17 april     |                      | William Buller         | Rupert Svendsen-Cook | Carlin            |
| 1      | R3     | Autodromo Nazionale Monza       | 17 april     | William Buller       | Felipe Nasr            | Felipe Nasr          | Carlin            |
| 2      | R1     | Oulton Park                     | 23 april     | Lucas Foresti        | Lucas Foresti          | Lucas Foresti        | Fortec Motorsport |
| 2      | R2     | Oulton Park                     | 25 april     |                      | Pietro Fantin          | Riki Christodoulou   | Hitech Racing     |
| 2      | R3     | Oulton Park                     | 25 april     | Felipe Nasr          | Lucas Foresti          | Felipe Nasr          | Carlin            |
| 3      | R1     | Snetterton Motor Racing Circuit | 14 maj       | Felipe Nasr          | Felipe Nasr            | Kevin Magnussen      | Carlin            |
| 3      | R2     | Snetterton Motor Racing Circuit | 15 maj       |                      | Kevin Magnussen        | Lucas Foresti        | Fortec Motorsport |
| 3      | R3     | Snetterton Motor Racing Circuit | 15 maj       | Felipe Nasr          | Felipe Nasr            | Kevin Magnussen      | Carlin            |
| 4      | R1     | Brands Hatch                    | 18 juli      | Rupert Svendsen-Cook | William Buller         | Lucas Foresti        | Fortec Motorsport |
| 4      | R2     | Brands Hatch                    | 19 juli      |                      | William Buller         | Harry Tincknell      | Fortec Motorsport |
| 4      | R3     | Brands Hatch                    | 19 juli      | Rupert Svendsen-Cook | Kevin Magnussen        | Felipe Nasr          | Carlin            |
| 5      | R1     | Nürburgring                     | 2 juli       | Kevin Magnussen      | Kevin Magnussen        | Kevin Magnussen      | Carlin            |
| 5      | R2     | Nürburgring                     | 3 juli       |                      | Jack Harvey            | Jack Harvey          | Carlin            |
| 5      | R3     | Nürburgring                     | 3 juli       | Kevin Magnussen      | Kevin Magnussen        | Felipe Nasr          | Carlin            |
| 6      | R1     | Circuit Paul Ricard             | 16 juli      | Kevin Magnussen      | Felipe Nasr            | Felipe Nasr          | Carlin            |
| 6      | R2     | Circuit Paul Ricard             | 17 juli      |                      | William Buller         | William Buller       | Fortec Motorsport |
| 6      | R3     | Circuit Paul Ricard             | 17 juli      | Kevin Magnussen      | António Félix da Costa | Felipe Nasr          | Carlin            |
| 7      | R1     | Circuit de Spa-Francorchamps    | 29 juli      | Roberto Merhi        | Kevin Magnussen        | Roberto Merhi        | Prema Powerteam   |
| 7      | R2     | Circuit de Spa-Francorchamps    | 29 juli      |                      | Rupert Svendsen-Cook   | Kevin Magnussen      | Carlin            |
| 7      | R3     | Circuit de Spa-Francorchamps    | 30 juli      | Roberto Merhi        | Felipe Nasr            | Roberto Merhi        | Prema Powerteam   |
| 8      | R1     | Rockingham Motor Speedway       | 3 september  | Pietro Fantin        | Felipe Nasr            | Pietro Fantin        | Hitech Racing     |
| 8      | R2     | Rockingham Motor Speedway       | 4 september  |                      | Felipe Nasr            | Scott Pye            | Double R Racing   |
| 8      | R3     | Rockingham Motor Speedway       | 4 september  | Pietro Fantin        | Pietro Fantin          | Kevin Magnussen      | Carlin            |
| 9      | R1     | Donington Park                  | 24 september | Rupert Svendsen-Cook | Kevin Magnussen        | Rupert Svendsen-Cook | Carlin            |
| 9      | R2     | Donington Park                  | 25 september |                      | Felipe Nasr            | Valtteri Bottas      | Double R Racing   |
| 9      | R3     | Donington Park                  | 25 september | Felipe Nasr          | Valtteri Bottas        | Kevin Magnussen      | Carlin            |
| 10     | R1     | Silverstone Circuit             | 8 oktober    | Kevin Magnussen      | Kevin Magnussen        | Kevin Magnussen      | Carlin            |
| 10     | R2     | Silverstone Circuit             | 9 oktober    |                      | Kevin Magnussen        | Alexander Sims       | Motopark          |
| 10     | R3     | Silverstone Circuit             | 9 oktober    | Kevin Magnussen      | Kevin Magnussen        | Carlos Huertas       | Carlin            |